# Карл-Либкнехтовский район
Карл-Либкнехтовский район (нем. Deutscher Rayon Karl-Liebknecht) — немецкий национальный район в составе Николаевского округа, впоследствии с 27 февраля 1932 года в составе Одесской области, Украинской ССР, административно-территориальная единица существовавшая в 1925—1939 годах. Центр — село Карл-Либкнехтово.
Район был образован 30 апреля 1925 года на территории бывшего Березанского колонистского округа под названием Ландауский район. В 1926 году был переименован в Карл-Либкнехтовский район.
Согласно постановлению Политбюро ЦК КП Украины «О ликвидации и преобразовании искусственно созданных национальных районов и сельсоветов» от 05 марта 1939 года, на основании решения ЦК ВКП(б) от 20 февраля 1939 г., были ликвидированы национальные районы и сельсоветы, в том числе и Карл-Либкнехтовский (немецкий) район.
07 апреля 1939 года, на основании решения ЦК ВКП(б) от 16 февраля 1939 г., Карл-Либкнехтовский район был расформирован, при этом Вормский с/с был передан в Березовский район; Гальбштадтский, Зульцкий, Иоганестальский, Карл-Либкнехтовский, Карлсруевский, Катеринентальский, Шейнфельдский с/с — в состав Варваровского района Николаевской области; Ватерлоский, Рорбахский, Шпейерский с/с — во вновь образованный Веселиновский район Одесской области (в состав Николаевской области район перешел в 1944).
Упразднён Указом Президиума Верховного Совета Украинской ССР от 26 марта 1939 года.

## Административное деление
В 1926 году в состав района входили:
1. Ватерлооский сельсовет (с. Ватерлоо, п. Киево-Александровка, х. Ней-Рорбах, х. Ней-Шпеер)
2. Вормский сельсовет (с. Вормс)
3. Гальбштадтский сельсовет (с. Гальбштадт, с. Гринфельд, х. Трихаты)
4. Зульцский сельсовет (с. Зульц)
5. Иоганнестальский сельсовет (с. Иоганнесталь)
6. Карлсруэский сельсовет (с. Карлсруэ)
7. Катеринентальский сельсовет (с. Катериненталь)
8. Ландауский сельсовет (с. Ландау)
9. Михайловский сельсовет (с. Михайловка, хут. Бондаревка, х. Ней-Мюнхен)
10. Мюнхенский сельсовет (с. Мюнхен)
11. Раштадский сельсовет (с. Ней-Раштатт, с. Раштатт)
12. Рорбахский сельсовет (с. Рорбах)
13. Шенфельдский сельсовет (с. Шенфельд)
14. Шпееровский сельсовет (с. Шпеер)

А также населённые пункты: х. Зонненбург, х. Найфельд, с. Ней-Катериненталь, х. Фриденгайм.

## Население
В 1926 году в районе проживало 26 906 человек, 90 % которых составляли немцы.